# Berardino Cillenio
Berardino Cillenio (Peschiera del Garda, 1445 circa – Roma, post 1475) è stato un umanista italiano.

## Biografia
Poco si sa della sua vita. Nacque a Peschiera o a Verona verso la metà del XV secolo, e si stabilì a Roma, divenendo membro dell'Accademia Romana di Pomponio Leto. Quando, nel 1468, gli accademici furono sospettati di congiurare contro il potere temporale del papa e Paolo II sciolse l'Accademia perseguitando i suoi membri, il Cillenio fuggì con Pomponio Leto a Venezia.
Tornò Roma solo dopo la salita al soglio di Sisto IV, ottenne forse una cattedra alla Sapienza e il 18 luglio del 1475 pubblicò la sua opera maggiore, il Commentarium alle elegie di Tibullo, con dedica a Battista Orsini, vicerettore dell'Università, nella quale Cillenio scrive di stare preparando edizioni delle opere di Catullo e di Properzio, che però non vedranno la luce.
Berardino Cillenio sarebbe infatti morto pochi anni dopo. Di un'altra sua opera, il poemetto latino Chalcias, incentrato sulla conquista di Negroponte, nel 1470, da parte delle armate turche di Maometto II, come anche di un Commentum in Priapeia, non vi è traccia.

## Opere
- Albii Tibulli Vita cum Commentario in eiusdem Elegías, Romae, apud Georgium Lauerum 1475.